# 武佐駅 (滋賀県)

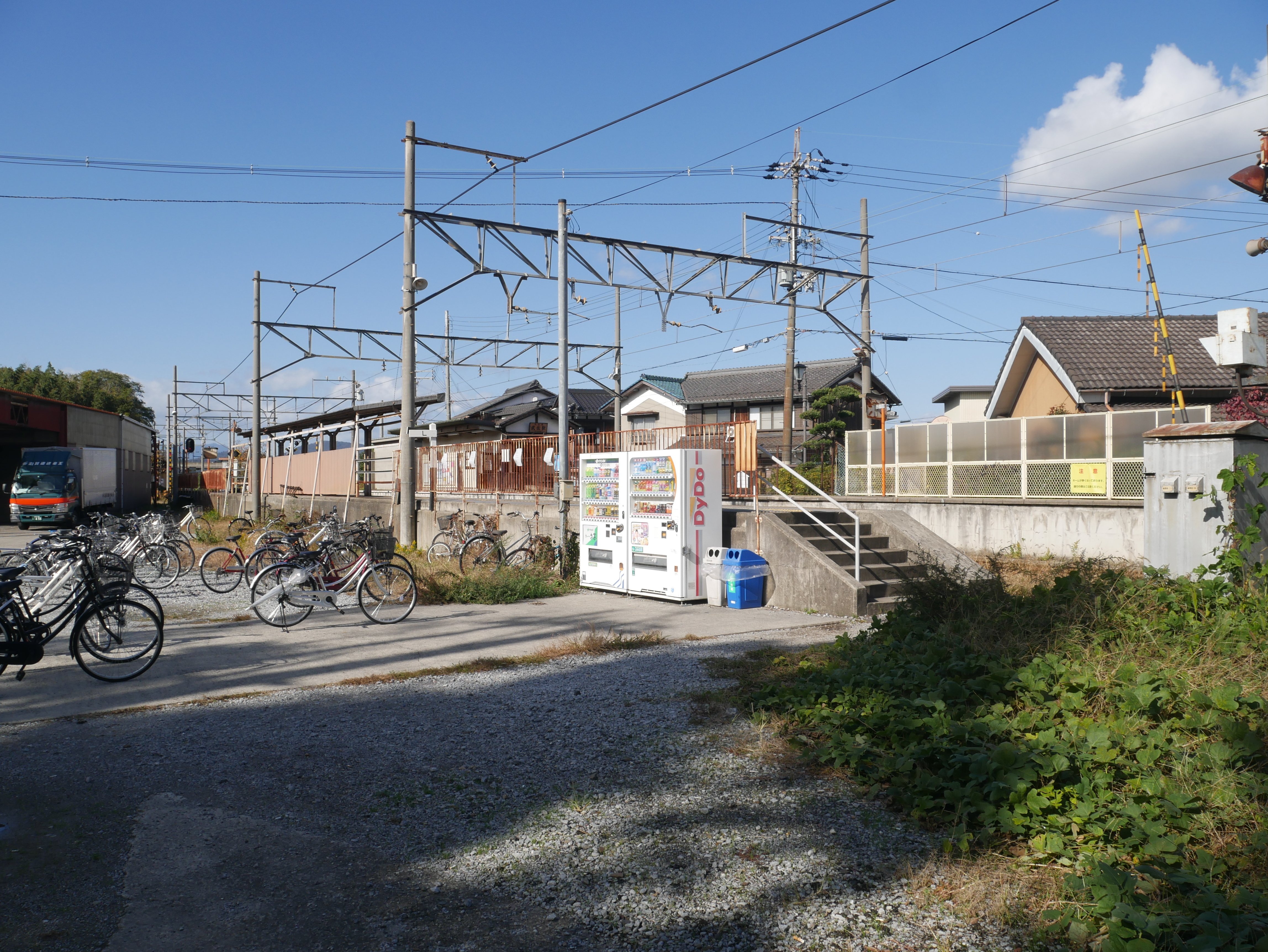
駅出入口（2019年11月、下り線のりば側）

武佐駅（むさえき）は、滋賀県近江八幡市長光寺町にある近江鉄道八日市線（万葉あかね線）の駅である。駅番号はOR20。副駅名は「三菱ロジネクスト前」。

## 歴史
- 1913年（大正2年）12月29日：湖南鉄道の駅として開業。
- 1927年（昭和2年）5月15日：琵琶湖鉄道汽船に合併され、同社の駅となる。
- 1929年（昭和4年）4月1日：八日市鉄道に譲渡され、同社の駅となる。
- 1944年（昭和19年）3月1日：近江鉄道に合併され、同社の駅となる。
- 1984年（昭和59年）2月1日：東洋カーボン（現：東海カーボン）滋賀工場専用線廃止に伴い、貨物取扱が廃止される。
- 2020年（令和2年）3月14日：ダイヤ改正により快速停車駅となる（※実際の運転は平日ダイヤの3月16日から[2]）。
- 2024年（令和6年）3月28日：副駅名「三菱ロジスネクスト前」を導入し、同駅の駅名標に記載した。同年5月20日以降は、車内放送、車内表示器などでも使用予定。

## 駅構造
相対式2面2線の地上駅で、駅舎は2000年（平成12年）に改築された。当駅は無人駅であり、ホーム間は構内踏切で連絡しているが、下り線のりば側にも出入り口が設けられている。

### のりば
| 番線   | 路線                       | 方向 | 行先         |
| ------ | -------------------------- | ---- | ------------ |
| 駅舎側 | ■八日市線 （万葉あかね線） | 上り | 八日市方面   |
| 反対側 | ■八日市線 （万葉あかね線） | 下り | 近江八幡方面 |

※案内上ののりば番号は割り当てられていない。
付記事項
- 1990年代以降、800系（20 m級車両）が導入された際には、電車と武佐駅のホームが接触する可能性が出たことから車体の改造（面取り）とホームの改修が行われた[5]。
- かつては東洋カーボン（現：東海カーボン）滋賀工場へ向けて専用線が敷かれ、車扱貨物の取扱いや近江八幡駅経由で原料や製品の貨物輸送も行われていた。

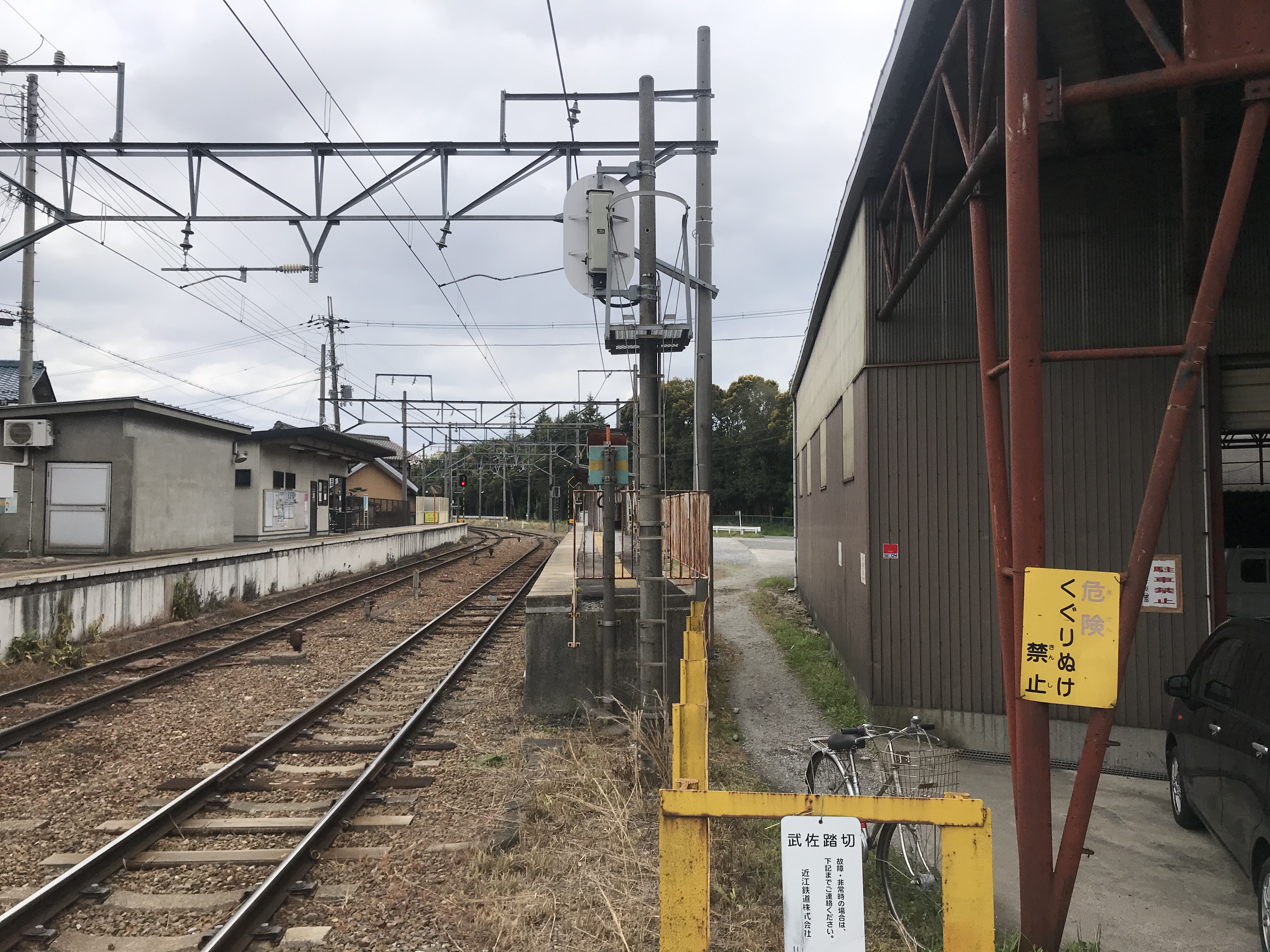
近江八幡寄の踏切から見た駅全景 （かつては、右側の建物とホームの間に東洋カーボン(現：東海カーボン)への専用線があった）
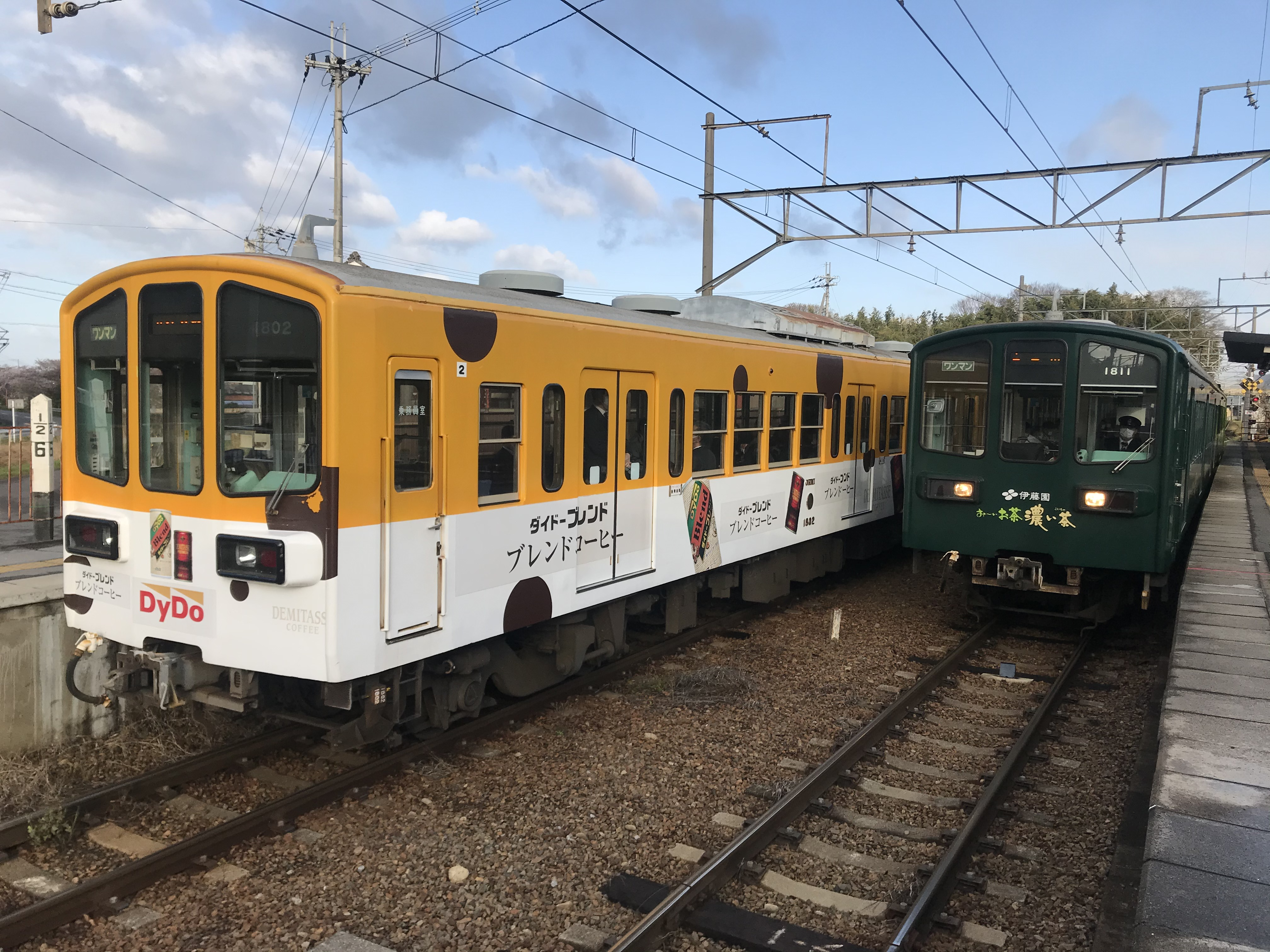
武佐駅で交換する800系 （平日、土曜・休日とも早朝に当駅で交換する列車がある）

## 利用状況
近年の一日平均乗車人員の推移は下記のとおり。(近江八幡市統計書より)
| 年度   | 一日平均 乗車人員 |
| ------ | ----------------- |
| 2004年 | 160               |
| 2005年 | 155               |
| 2006年 | 155               |
| 2007年 | 161               |
| 2008年 | 153               |
| 2009年 | 136               |
| 2010年 | 137               |
| 2011年 | 147               |
| 2012年 | 157               |
| 2013年 | 152               |
| 2014年 | 149               |
| 2015年 | 166               |
| 2016年 | 165               |
| 2017年 | 175               |

## 駅周辺
旧中山道沿いにあり、その街道に沿って多くの民家が建つ。駅西側にある西宿町は伊庭貞剛翁の生誕地であり、それを示す看板の脇には楠の巨木がある。伊庭の生家跡は「いばecoひろば」という公園となっている。街道から北へ外れると田畑が広がるが、そこから少し北へ進むと国道8号と東海道新幹線が並行する所に至る。なお、国道8号は駅西側にある西宿町交差点で旧中山道と合流する。
駅東側には八風街道・国道421号・郵便局・小学校があり、国道沿いには民家・商業施設・金融機関が建つ。駅南側と駅南西側は工業地となっており、東海カーボンや三菱ロジスネクストなどの各工場が大きく広がっている。
- 近江八幡市武佐コミュニティセンター
- 武佐郵便局
- 近江八幡市立武佐小学校
- 伊庭貞剛翁 生誕の地
- いばecoひろば
- 西宿城
- 東海カーボン滋賀工場
- 三菱ロジスネクスト滋賀工場
- 国道8号
- 国道421号
- 中山道武佐宿
- 八風街道

## 隣の駅
近江鉄道
■八日市線（万葉あかね線）
■快速（平日朝の上り1本のみの運転）
近江八幡駅（OR21） - 武佐駅（OR20） - 八日市駅（OR15）
■普通
近江八幡駅（OR21） - 武佐駅（OR20） - 平田駅（OR19）

### 記事本文